# Chaetoclusia richardfreyi
Chaetoclusia richardfreyi är en tvåvingeart som beskrevs av Soos 1962. Chaetoclusia richardfreyi ingår i släktet Chaetoclusia och familjen träflugor. Inga underarter finns listade i Catalogue of Life.